# 博尔米达新堡
博尔米达新堡（義大利語：Castelnuovo Bormida）是意大利亚历山德里亚省的一个市镇。总面积13.17平方公里，人口702人，人口密度53.3人/平方公里（2009年）。ISTAT代码为006052。